# 마쓰다이라 요시마사 (1651년)
마쓰다이라 요시마사(일본어: 松平義昌, 1651년 ~ 1713년 7월 12일)는 무쓰 야나가와 번의 초대 번주이다. 어릴적 이름은 지로타(次郎太)이며, 초명은 요시노리(義則)이다. 관위는 종5위하, 이즈모노카미(出雲守)에서 종4위하, 사쇼쇼(左少将)이다.
오와리번 제2대 번주 도쿠가와 미쓰토모의 서장자로 태어났다. 태생이 측실의 자식이었으므로 나중에 정실로부터 태어난 동생들 도쿠가와 쓰나노부, 마쓰다이라 요시유키에 밀려 셋째 아들이 되었다. 1683년, 아버지로부터 3만 석 영지를 분봉받아 오와리 번의 지번인 야나가와 번을 세워, 조카마치 건설과 관리 제도 정비, 개간 사업, 토지 조사 등을 시행하며 번 통치에 힘썼다. 1713년에 사망하였고, 아들 요시카타가 그 뒤를 이었다.
| 전임 (도쿠가와 미쓰토모) | 제1대 오쿠보 마쓰다이라 가문 당주 | 후임 마쓰다이라 요시카타 |

|  | 제1대 야나가와 번 번주 1683년 ~ 1713년 | 후임 마쓰다이라 요시카타 |